# 鯔漿果吸蟲
鯔漿果吸蟲（学名：Bacciger mugilis）为漿果吸蟲屬下的一个种。漿果吸蟲屬舊屬壯穴科，今屬微莖總科的Faustulidae科。

## 外部連結
- 維基物種上的相關：鯔漿果吸蟲